# フトアゴヒゲトカゲ
フトアゴヒゲトカゲ（Pogona vitticeps）は、爬虫綱有鱗目アガマ科アゴヒゲトカゲ属に分類されるトカゲ。

## 分布
オーストラリア（クイーンズランド州、ニューサウスウェールズ州、ビクトリア州、南オーストラリア州、ノーザンテリトリー）

## 形態
最大全長49センチメートル。最大頭胴長23センチメートル。最大尾長26センチメートル。体形は太い。後頭部の棘状鱗は、横一列に並ぶ。体側面の刺状鱗は規則的で、ほぼ1列に並ぶ。尾の鱗は、比較的均一。
口内の色彩は、ピンク色の個体が多い。

## 生態
森林から砂漠にかけての、様々な環境に生息する。半樹上棲。昼行性。危険を感じると口を開け、喉の皮膚を広げて威嚇する。頭や前足を振って、他のオスやメスとコミュニケーションをとる。

主に昆虫を食べるが植物質なども食べる。
繁殖様式は卵生。11 - 26個の卵を産む。卵は26 ℃の環境下で、86 - 96日で孵化した例がある。

## 人間との関係
ペットとして飼育されることもあり、日本にも輸入されている。アゴヒゲトカゲ属内では最も流通量が多い。飼育下繁殖個体のみが流通する。テラリウムで飼育される。ケージの中に局所的な熱源を照射し、その下に岩や流木などを置き体温を上げることができる場所をつくる。照明として、爬虫類用の紫外線量が多い蛍光灯などをつける。餌として主に昆虫を与えるが、野菜・果実・専用の配合飼料なども与える。幼体は動くものに反応し互いに四肢や尾に噛みつくこと・小さいトカゲを食べること・オス同士では激しく争うことから、基本的に単独で飼育する。また、人間にとても懐きやすく大人しい性格でもある。